# Kagayaki (Shinkansen)
Le Kagayaki (かがやき) est le nom d'un service de train à grande vitesse japonais du réseau Shinkansen développé par la JR East et la JR West sur la ligne Shinkansen Hokuriku. Son nom signifie éclat en japonais.

## Gares desservies
Mis en place pour le prolongement de la ligne Shinkansen Hokuriku le 14 mars 2015, ce service relie d'abord Tokyo à Kanazawa. Le 16 mars 2024, les services sont prolongés à Tsuruga.
| Nom des gares   |
| --------------- |
| Tokyo           |
| Ueno*           |
| Ōmiya           |
| Nagano          |
| Toyama          |
| Kanazawa        |
| Komatsu*        |
| Kagaonsen*      |
| Awaraonsen*     |
| Fukui           |
| Echizen-Takefu* |
| Tsuruga         |

Les gares marquées d'un astérisque ne sont pas desservies par tous les trains.

## Matériel roulant
Les services Kagayaki sont effectués par les Shinkansen E7 et W7.